# 牧山公郎
牧山 公郎（まきやま きみお、1913年2月9日 - 1993年11月11日）は、日本の経営者。元第一生命保険社長。東京都出身。

## 経歴
府立一中、旧制府立高等学校を経て、1937年に東京帝国大学経済学部経済学科を卒業し、同年に第一生命保険に入社。1967年5月に取締役に就任し、常務、専務を経て、1975年4月に副社長に就任し、1977年4月には社長に昇格した。1981年4月からは取締役、常任監査役、顧問を歴任。
1978年11月に藍綬褒章を受章した。
1993年11月11日呼吸不全のために死去。80歳没。